# Бреяковичи
Бреяковичи (на сръбски: Брејаковићи) е село в Босна и Херцеговина, разположено в община Соколац, в ентитета на Република Сръбска. Населението му според преброяването през 2013 г. е 228 души, от тях: 228 (100 %) сърби.

## Население
Численост на населението според преброяванията през годините:
- 1961 – 143 души
- 1971 – 127 души
- 1981 – 137 души
- 1991 – 153 души
- 2013 – 228 души